# .lv
.lv는 라트비아의 인터넷 국가 코드 최상위 도메인이다. Institute of Mathematics and Computer Science가 관리한다. 1993년에 개설되었다. 외국인도 신청하면 쓸 수 있다.

## 2차 도메인
- .com.lv - 상업
- .edu.lv - 교육
- .gov.lv - 정부와 관련 청
- .mil.lv - 군사
- .id.lv - 개인
- .net.lv - 네트워크
- .asn.lv - 연합